# Samy Mmaee
Samy Mmaee A Nwambeben (arab. ‏سامى ماي أ نومبب‎, ur. 8 września 1996 w Halle) – marokański piłkarz belgijsko-kameruńskiego pochodzenia, występujący na pozycji obrońcy w węgierskim klubie Ferencvárosi TC oraz w reprezentacji Maroka.

## Życie prywatne
Mmaee urodził się w Belgii, jako drugi syn Kameruńczyka i Marokanki, dlatego mógł reprezentować jedno z tychże państw. Ma starszego brata Jacky’ego oraz młodszych Ryana oraz Camila, którzy także są piłkarzami.

## Sukcesy

### Klubowe
Standard Liège
- Zdobywca Pucharu Belgii: 2015/16

Ferencvárosi TC
- Mistrz Węgier: 2020/21